# Oxyethira novasota
Oxyethira novasota är en nattsländeart som beskrevs av Ross 1944. Oxyethira novasota ingår i släktet Oxyethira och familjen smånattsländor. Inga underarter finns listade i Catalogue of Life.